# Wisconsin Range
Die Wisconsin Range ist ein großer Gebirgszug des Transantarktischen Gebirges im westantarktischen Marie-Byrd-Land, der das Wisconsin-Plateau und diverse Gletscher, Bergrücken und Gipfel umfasst, die vom Reedy-Gletscher, dem Shimizu-Eisstrom, dem Horlick-Eisstrom und dem zentralen Polarplateau begrenzt werden. 
Das Gebiet wurde vom United States Geological Survey und mithilfe von Luftaufnahmen der United States Navy aus den Jahren 1959 bis 1964 kartografisch erfasst. Das Advisory Committee on Antarctic Names benannte den Gebirgszug 1962 nach der University of Wisconsin–Madison, die zahlreiche Forscher nach Antarktika entsandte.